# Hervé Mariton
Hervé Mariton (ur. 5 listopada 1958 w Algierze) – francuski polityk, były minister terytoriów zamorskich, parlamentarzysta.

## Życiorys
Ukończył studia inżynierskie w École polytechnique, został następnie absolwentem Instytutu Nauk Politycznych w Paryżu.
Zaangażował się w działalność centrowej Unii na rzecz Demokracji Francuskiej, a w jej ramach Partii Republikańskiej i następnie Demokracji Liberalnej. Obejmował różne stanowiska w administracji terytorialnej. W latach 1989–1995 był radnym miasta Valence. W 1995 objął urząd mera miejscowości Crest (reelekcja w 2001, 2008, 2014 i 2020). W okresie 1986–2002 był radnym regionu Rodan-Alpy (w latach 1994–1998 pełnił funkcję wiceprzewodniczącego regionu).
Od 1993 do 1997 sprawował mandat posła do Zgromadzenia Narodowego z departamentu Drôme. Ponownie do parlamentu został wybrany w 2002, przystąpił wówczas do Unii na rzecz Ruchu Ludowego. 26 marca 2007 powołano go w skład rządu Dominique’a de Villepin jako ministra terytoriów zamorskich, stanowisko to zajmował przez niespełna dwa miesiące do 15 maja 2007. W wyborach parlamentarnych w tym samym roku odnowił swój mandat deputowanego na XIII kadencję, pięć lat później uzyskał poselską reelekcję. W 2014 Hervé Mariton bez powodzenia ubiegał się o przywództwo w UMP, zajmując w głosowaniu wśród członków partii ostatnie miejsce wśród trzech kandydatów.